# O Incrível Monstro Trapalhão
O Incrível Monstro Trapalhão é um filme brasileiro produzido em 1980 e lançado em janeiro de 1981 (durante as férias das crianças) do gênero comédia, dirigido por Adriano Stuart e estrelado pela trupe humorística Os Trapalhões. O filme que parodia as tramas de super-heróis como Hulk e Superman teve cenas gravadas no Autódromo de Interlagos. O protagonista Dr. Jegue é uma paródia de ao clássico O Médico e o Monstro/Dr. Jekyll and Mr. Hyde)

## Sinopse
Dr. Jegue é um atrapalhado inventor e cientista, que nas horas vagas ajuda os amigos Kiko, Sassá e Quindim em uma oficina mecânica. Os quatro são grandes amigos de Carlos Alberto, um piloto de stock car que sofre com as armações do rival Hugo e sua gangue. Fazendo pesquisas científicas em seu mini-laboratório, Jegue descobre duas fórmulas poderosas: uma extraída através do Marmeleiro, planta fictícia abundante no Nordeste; e outra que transforma o Dr. Jegue em um homem grande, barbudo, mal-humorado e com força poderosa (que é muito semelhante a um monstro). A fórmula do Marmeleiro é testada em uma corrida no Autódromo de Interlagos no antigo traçado e a notícia de um "novo combustível" torna-se a principal notícia do país. Logo, compradores de todo o mundo, chegam ao Brasil para tentar comprar a fórmula, oferecendo muito dinheiro por ela, mas Jegue, nada ambicioso, resolve não mais vender a fórmula e deixa-lá em seu país. Revoltados, uma quadrilha de Russos, sequestram as namoradas de Jegue e Carlos Alberto e exigem a fórmula em troca. O grupo decide resgatar as garotas e Jegue resolve se transformar no "monstro" e salvar o dia.

## Elenco
- Renato Aragão .... Jegue / Dr. Jegue/Super Jegue (em sonho o Dr. Jegue está vestido como o Superman)
- Mussum .... Sassá
- Dedé Santana .... Kiko
- Zacarias .... Quindim
- Paulo Ramos .... Carlos Alberto
- Alcione Mazzeo .... Ritinha
- Eduardo Conde .... Hugo
- Wilson Grey .... Sr. Correção
- Carlos Kurt .... Árabe
- Felipe Levy .... Russo
- El Chasque
- Brita Brazil (creditada como "Márcia Brito") .... Joana
- Sônia de Paula
- Mestre Touro (Antônio Oliveira Bemvindo) .... Dr. Jegue transformado em Monstro (como Hulk) sob o efeito da fórmula
- Sérgio Viotti
- Genésio Carvalho
- Flávio Portho
- Glória Cristal - Sassá transformado sob o efeito da fórmula do Dr. Jegue
- Quinzinho - Qundim  transformado sob o efeito da fórmula do Dr. Jegue

## Curiosidades
- O roteiro parodia super-heróis famosos no meio infanto-juvenil, como o Superman e o Incrível Hulk (baseado na forma em que aparece na série de televisão com Bill Bixby).
- Na trama, Didi vive o Dr. Jegue que é uma paródia ao clássico O Médico e o Monstro/Dr. Jekyll and Mr. Hyde e o sonho do Dr. Jegue era ser um super-herói como o Superman mas acaba se transformando em uma versão tupiniquim do Hulk.
- O monstro no qual Jegue se transforma, após tomar a fórmula é uma paródia do Hulk. 
  - O "monstro" foi interpretado pelo capoeirista "Mestre Touro", que além dos Trapalhões, também fez participações no programas Praça da Alegria e Chico City. Participou também de novelas como A Escrava Isaura, Escalada e Cambalacho, além de ter atuado no teatro e no cinema.[1]
- O filme teve cenas gravadas no Autódromo de Interlagos e no Playcenter, um antigo parque temático da cidade de São Paulo, desativado em 2012.

## Recepção
Robledo Milani em sua crítica para o Papo de Cinema escreveu: "Com piadas inspiradas em super-heróis dos gibis, como o Super-Homem e o Incrível Hulk, e fazendo uso de um absurdo merchandising de um gigantesco parque de diversões paulista, O Incrível Monstro Trapalhão termina com cenas de uma Brasília praticamente desértica, mas de onde o poder nacional começava a emanar, em uma leve crítica social. E se no geral tudo parecia, em resumo, mais do mesmo, salvando-se apenas as trapalhadas dos quatro amigos."